# Jeff Larentowicz
Jeffery Adam Larentowicz (5 de Agosto de 1983, Pasadena) é um ex-jogador de futebol norte-americano.